# Luigi Pisani
Luigi Pisani (Veneza, 1522 - Veneza, 3 de junho de 1570), foi um cardeal do século XVII.

## Biografia
Nasceu em Veneza em 1522. patrício veneziano. O mais velho dos oito filhos de Giovanni Pisani, embaixador veneziano na França, e Benedetta Gritti, irmã do Doge Andrea Gritti de Veneza. Sobrinho do cardeal Francesco Pisani (1517). Seu primeiro nome também está listado como Alvise; e como Aloísio; e seu sobrenome como Pisano.
Foi protegido de seu tio, o cardeal, que promoveu sua carreira eclesiástica.
Eleito bispo de Pádua, 1555. Consagrado (nenhuma informação encontrada). Clérigo da Câmara Apostólica; mais tarde seu presidente. Prefeito da Annona , agosto de 1561 até maio de 1562. Participou do Concílio de Trento, 1562-1563.
Criado cardeal sacerdote no consistório de 12 de março de 1565. Participou do conclave de 1565-1566, que elegeu o Papa Pio V. Recebeu o barrete vermelho e o título de S. Vitale, em 8 de fevereiro de 1566. Optou pelo título de S. Marco, 2 de junho de 1568.
Morreu em Veneza em 3 de junho de 1570. Sepultado próximo ao altar-mor da igreja de S. Maria delle Grazie, Veneza